# Solna-Sundbybergs kommunblock
Solna-Sundbybergs kommunblock var ett kommunblock i Stockholms län.

## Administrativ historik
Den 1 januari 1964 grupperades Sveriges 1006 dåvarande kommuner i 282 kommunblock som en förberedelse inför kommunreformen 1971. Solna-Sundbybergs kommunblock bildades då av Solna stad och Sundbybergs stad. Blocket hade en areal om 26,33 km² med 83 286 invånare
1968, i samband med förenandet av Stockholms stad med Stockholms län, kodändrades kommunblocket från 0212 till 0112.
Någon sammanläggning kom aldrig till stånd och 1974 upplöstes detta kommunblock.